# تولا (بترون)
تولا (انگلیسی: Toula, Batroun) یک شهرک در کشور لبنان است.